# 133-й меридіан східної довготи
133-й меридіан східної довготи — лінія довготи, що лежить на 133 градусс східніше Гринвіцького меридіана. Вона проходить від Північного полюса через Північний Льодовитий океан, Азію, Тихий океан, Індійський океан, Австралазію, Південний океан та Антарктиду до Південного полюса.
133-й меридіан східної довготи формує велике коло разом із 47-мим меридіаном західної довготи.

## Список географічних об'єктів, що перетинає 133° сх. д.
Починаючи на Північному полюсі та рухаючись до Південного полюса, 133-й меридіан східної довготи проходить через:
| Координати                                                   | Країна, територія або море | Примітки                                                                  |
| ------------------------------------------------------------ | -------------------------- | ------------------------------------------------------------------------- |
| 90°0′ пн. ш. 133°0′ сх. д. / 90.000° пн. ш. 133.000° сх. д.  | Північний Льодовитий океан |                                                                           |
| 76°53′ пн. ш. 133°0′ сх. д. / 76.883° пн. ш. 133.000° сх. д. | Море Лаптєвих              |                                                                           |
| 71°58′ пн. ш. 133°0′ сх. д. / 71.967° пн. ш. 133.000° сх. д. | Росія                      |                                                                           |
| 48°2′ пн. ш. 133°0′ сх. д. / 48.033° пн. ш. 133.000° сх. д.  | КНР                        | Хейлунцзян                                                                |
| 45°2′ пн. ш. 133°0′ сх. д. / 45.033° пн. ш. 133.000° сх. д.  | Росія                      | Приморський край                                                          |
| 42°48′ пн. ш. 133°0′ сх. д. / 42.800° пн. ш. 133.000° сх. д. | Японське море              |                                                                           |
| 36°7′ пн. ш. 133°0′ сх. д. / 36.117° пн. ш. 133.000° сх. д.  | Японія                     | Проходить через острів Нісіно                                             |
| 36°2′ пн. ш. 133°0′ сх. д. / 36.033° пн. ш. 133.000° сх. д.  | Японське море              |                                                                           |
| 35°32′ пн. ш. 133°0′ сх. д. / 35.533° пн. ш. 133.000° сх. д. | Японія                     | Проходить через острів Хонсю                                              |
| 34°19′ пн. ш. 133°0′ сх. д. / 34.317° пн. ш. 133.000° сх. д. | Внутрішнє Японське море    |                                                                           |
| 34°17′ пн. ш. 133°0′ сх. д. / 34.283° пн. ш. 133.000° сх. д. | Японія                     | Проходить через острів Омісіма[en]                                        |
| 34°11′ пн. ш. 133°0′ сх. д. / 34.183° пн. ш. 133.000° сх. д. | Внутрішнє Японське море    |                                                                           |
| 34°4′ пн. ш. 133°0′ сх. д. / 34.067° пн. ш. 133.000° сх. д.  | Японія                     | Проходить через острів Сікоку                                             |
| 32°43′ пн. ш. 133°0′ сх. д. / 32.717° пн. ш. 133.000° сх. д. | Тихий океан                |                                                                           |
| 0°29′ пд. ш. 133°0′ сх. д. / 0.483° пд. ш. 133.000° сх. д.   | Індонезія                  | Проходить через Нову Гвінею                                               |
| 2°16′ пд. ш. 133°0′ сх. д. / 2.267° пд. ш. 133.000° сх. д.   | Затока Берау[en]           |                                                                           |
| 2°33′ пд. ш. 133°0′ сх. д. / 2.550° пд. ш. 133.000° сх. д.   | Індонезія                  | Проходить через Нову Гвінею                                               |
| 4°6′ пд. ш. 133°0′ сх. д. / 4.100° пд. ш. 133.000° сх. д.    | Арафурське море            |                                                                           |
| 5°39′ пд. ш. 133°0′ сх. д. / 5.650° пд. ш. 133.000° сх. д.   | Індонезія                  | Проходить через острів Кай-Бесар[en]                                      |
| 5°42′ пд. ш. 133°0′ сх. д. / 5.700° пд. ш. 133.000° сх. д.   | Арафурське море            |                                                                           |
| 11°26′ пд. ш. 133°0′ сх. д. / 11.433° пд. ш. 133.000° сх. д. | Австралія                  | Північна Територія Південна Австралія                                     |
| 32°5′ пд. ш. 133°0′ сх. д. / 32.083° пд. ш. 133.000° сх. д.  | Індійський океан           | Австралія визнає цю акваторію частиною Південного океану[1][2]            |
| 60°0′ пд. ш. 133°0′ сх. д. / 60.000° пд. ш. 133.000° сх. д.  | Південний океан            |                                                                           |
| 66°10′ пд. ш. 133°0′ сх. д. / 66.167° пд. ш. 133.000° сх. д. | Антарктида                 | Проходить через Австралійську антарктичну територію (претендує Австралія) |